# Символическая сборная столетия ИИХФ
Символическая сборная столетия ИИХФ (англ. IIHF Centennial All-Star Team) — символическая сборная, составленная из шести наиболее успешных хоккеистов за всю историю международных хоккейных соревнований.
Шесть членов символической сборной были выбраны путём голосования, организованного ИИХФ. В состав выборного комитета вошли 56 хоккейных экспертов из 16 стран Европы и Северной Америки. Итоговая шестерка была объявлена 17 мая 2008 года в Квебеке на гала-вечере, посвящённом столетнему юбилею ИИХФ. Интересно, что ни один из 56 вариантов, предложенных участниками голосования, не совпал с итоговой шестеркой лучших.

## Символическая сборная столетия
- Вратарь: Владислав Третьяк (СССР) — 31 голос.
- Защитник: Вячеслав Фетисов (СССР) — 55 голосов.
- Защитник: Бёрье Сальминг (Швеция) — 17 голосов.
- Крайний нападающий: Валерий Харламов (СССР) — 22 голоса.
- Крайний нападающий: Сергей Макаров (СССР) — 19 голосов.
- Центральный нападающий: Уэйн Гретцки (Канада) — 39 голосов.